# Calle de Alenza
La calle de Alenza es una vía urbana de Madrid, situada en el barrio de Ríos Rosas del distrito de Chamberí. Orientada en sentido sur-norte, une la calle de Ríos Rosas con la de Raimundo Fernández Villaverde. Está dedicada desde la segunda mitad del siglo xix al pintor madrileño Leonardo Alenza Nieto.

## Historia
El callejero de Hilario Peñasco y Carlos Cambronero, queda recogida como vía «de apertura moderna», que nace en la calle de Ríos Rosas y «sale al campo». Por su parte el cronista Pedro de Répide la organiza dentro del antiguo barrio del Hipódromo, y dependiente de la parroquia de los Ángeles.
Durante casi todo el siglo xx tuvo especial tránsito de viajeros esta calle al encontrarse en ella la terminal de la empresa Continental Auto, que en 1999 fue integrada en el intercambiador de transportes de la Avenida de América. Cubría las comunicaciones en autobús entre Madrid y diversas ciudades de Castilla y León, Navarra, Cantabria, La Rioja y el País Vasco.

## Edificios
En el inicio de la calle, anexa al recinto de la Escuela de Minas de Madrid se encuentra la Fundación Gómez-Pardo, creada como tal en 1915, y a partir del Laboratorio Gómez-Pardo, cuyo edificio obra de Ricardo Velázquez Bosco fue demolido. La fundación contiene a su vez el Museo Félix Cañada. También da a este tramo inicial, la fachada occidental del edificio principal de la citada Escuela Técnica Superior de Ingenieros de Minas y Energía, con el gran mural cerámico obra de Daniel Zuloaga. En el número 4 tiene su sede la Fundación Ignacio Larramendi, y en el 13 se encuentra la oficina sindical de la CNT;

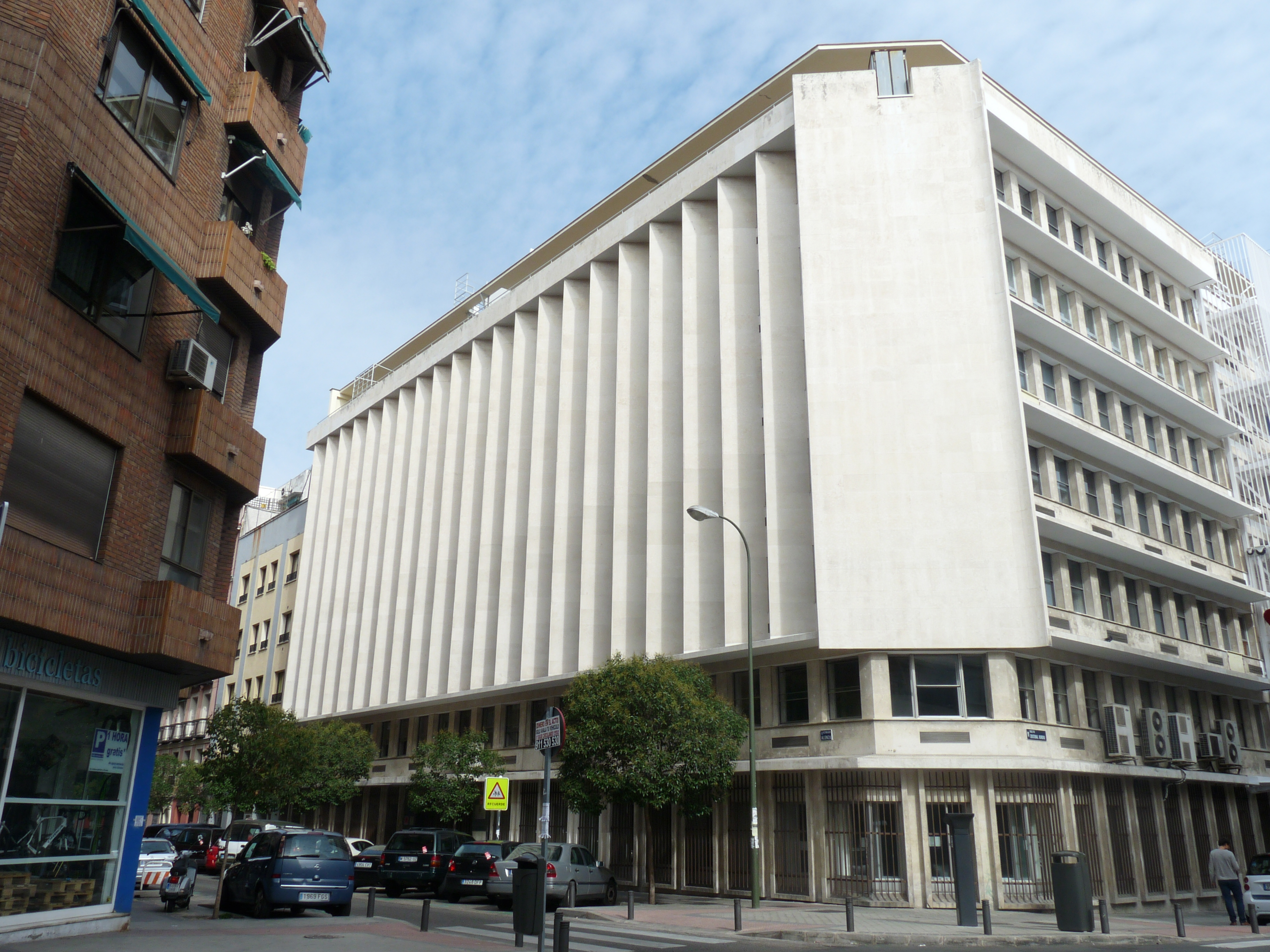
en el n.º 4 (1940)
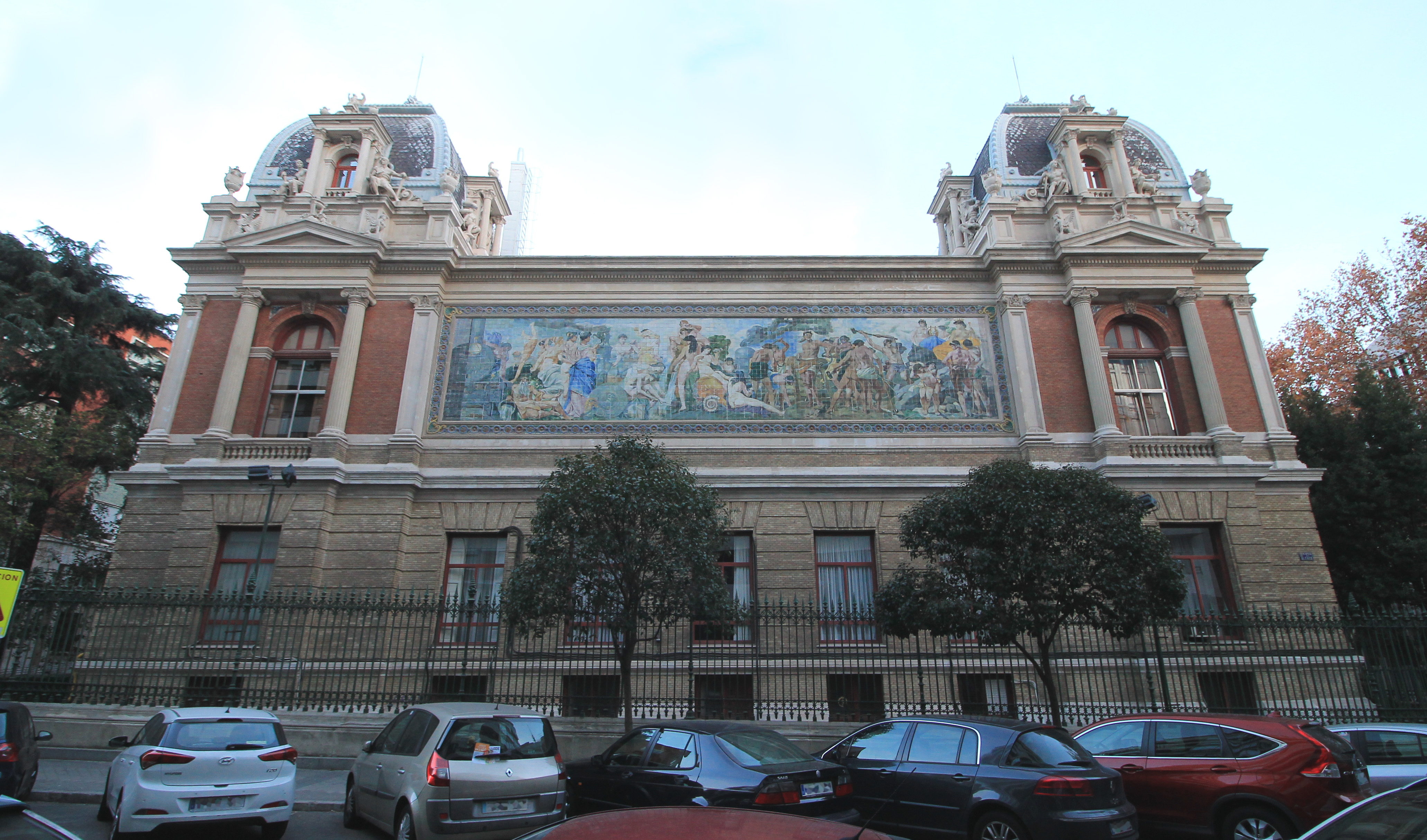
en el n.º 1